# 旺德 (內華達州)
旺德（英語：Wonder）是位於美國內華達州邱吉爾縣的鬼鎮。

## 歷史
旺德的郵局於1906年設立，其後於1920年停運。

## 地理
旺德所處的海拔為高於海平面1784米（即5853英呎），而該地所採用的時區為UTC-8，即太平洋时区（PST）。同時該地設有夏令時間，為UTC-8調快一小時，即UTC-7（PDT）。